# 투어허 데 다넌의 4대 비보
4대 비보(Four Treasures, 또는 Four Jewels)는 아일랜드 신화의 신화 대계에서 투어허 데 다넌 민족이 에린에 도래할 따 가지고 온 마법적인 보물들이다. 

## 출전
이 4대 비보에 대한 이야기는 세 중세 게일어 문헌들에 나온다.
- 『에린 침략의 서』(LGE)에 가필한 교정본
- LGE 내용을 가필한 「티러이 벌판 전투」(CMT) 서문[1] and
- 『라칸의 황색서』에 수록된 짧은글 「4대 비보」
- 17세기에 세흐룬 케틴이 『에린 지식 기초』에 LGE를 인용해 쓴 부분[2]

## 내용
LGE에서는 투어허 데 다넌이 “세계의 북쪽의 섬들”에 살다가 에린 땅에 도래했다고 한다. 그들은 그 북쪽 섬들에서 마법을 익혔으며, 어두운 구름을 타고 코나크타에 하늘로부터 내려왔다. LGE의 초기 판본에는 이 때 그들이 바다를 건너 가져온 보물로서 리어 팔 하나만 언급될 뿐이다.
§전거에서 언급한 LGE의 가필 판본과 그 내용을 인용한 CMT 서문 등에서는 이 과정이 좀더 상세히 설명된다. 이에 따르면, “세계의 북쪽의 섬들”에는 네 개의 도시가 있었는데, 각각 팔리어스, 고리어스, 핀디어스, 무리어스라고 했다. "4대 비보"란 이 네 도시를 가리키는 것이기도 했는데, 이 도시들은 로흘란에 있었다는 것 같다. 원래 에린에서 포모르에게 쫓겨난 네메드인 생존자 집단이었던 투어허 데 다넌은 북쪽으로 도망쳐 정착한 이 네 도시에서 드루이드술(druidecht), 지식(fis), 예언(fáitsine), 마술(amainsecht)을 배웠다. 네 도시에는 이런 술법들에 정통한 필리(시인)가 한 명씩 있었다. 그리고 이 후기 판본에서는 투어허 데 다넌이 에린으로 돌아올 때 구름이 아니라 배를 타고 왔다고 한다.
투어허 데 다넌이 에린에 재도래할 때 그들은 네 도시에서 하나씩 네 개의 보물, 즉 4대 비보를 챙겨셔 왔는데, 다음과 같다.
| 도시                                    | 필리                                        | 보물        | 성질 |
| 팔리어스(Falias)                        | 모르페서(Morfessa) 또는 페수스(Fessus)      | 리어 팔     | 에린 땅의 주권을 정당히 가진 왕이 돌 위에 올라서면 돌이 소리를 지른다. 오늘날의 미스주의 타라 언덕 근처에 두었다고 한다. |
| 게리어스(Goirias) 또는 고리어스(Gorias) | 에스라스(Esras)                             | 루의 창     | 이 창 또는 이 창을 든 사내에게 어떤 싸움도 버틸 수 없다.                                                                 |
| 핀디어스(Findias) 또는 피니어스(Finias) | 이스키어스(Uiscias) 또는 우스키어스(Uscias) | 누아다의 검 | 이 검이 칼집에서 뽑힌 이상 누구도 이 검으로부터 도망갈 수 없으며, 누구도 그 뜻을 거스를 수 없다.                         |
| 미리어스(Muirias) 또는 무리어스(Murias) | 세미어스(Semias)                            | 다그다의 솥 | 이 솥에 대접받은 자 만족하지 않을 수 없다.                                                                               |

A. C. L. 브라운과 R. S. 루미스는 루의 창을 켈트하르 막 우허하르의 창 룬 켈트하르와 동일시하기도 한다. 하지만 이 두 창이 같은 물건이라고 볼 만한 문헌상의 증거는 없다. 루에게는 아살(Assal)이라는 창이 한 자루 더 있었는데, 이것은 티란의 아들들이 루의 생부 키언을 죽인 죄값으로 구해온 것이다.

## 같이 보기
- 프러데인섬의 13대 비보 (웨일스 신화)